# Leo Cittadini
Leonardo Cittadini, mais conhecido como Léo Cittadini (Rio Claro, 27 de fevereiro de 1994), é um futebolista brasileiro naturalizado italiano que atua como volante. Joga no Shanghai Port, emprestado pelo Bahia.
É primo de Antônio Roque Citadini, ex-vice-presidente do Corinthians.

## Carreira

### Guarani
Chegou ao Guarani em 2009, atuando pelas categorias de base e ganhando destaque até ser promovido para o time principal.

### Santos
Em março de 2012, ao não chegar a um acordo para renovar seu contrato com o Guarani, Léo Cittadini teve 50% dos seus direitos federativos vendidos para o empresário Marcus Sanchez, do Grupo EMS, e foi repassado ao Santos.
Em janeiro de 2014, o Santos adquire 70% dos direitos econômicos do jogador.

### Ponte Preta
Em 2014, foi emprestado à Ponte Preta, rival do Guarani, para disputar o Campeonato Brasileiro da Série B. Voltou ao Santos após seis meses e ainda em 2014 disputou a Copa do Brasil Sub-20.

### Retorno ao Santos
Em 2015, após retornar de empréstimo e ser cogitado a sair para o futebol italiano, o técnico Dorival Júnior pediu a permanência de Léo Cittadini no elenco santista. Passou a ter mais oportunidades a partir de então.

### Athletico Paranaense
No dia 14 de janeiro de 2019, Léo Cittadini foi anunciado como novo reforço do Athletico Paranaense. No mesmo ano sagrou-se campeão da Copa do Brasil, com direito ao primeiro gol no segundo jogo das finais. Durante a temporada, Cittadini era apenas mais uma opção para o elenco do técnico Tiago Nunes, mas tornou-se peça fundamental na reta final da Copa do Brasil. Recebeu, carinhosamente, o apelido de "Cittadeus" pela torcida.
Na Copa Sul-Americana de 2021, fez grande participação, em 12 jogos da campanha, sendo titular em cinco - inclusive na final, com grande atuação. Em 2021, fez 53 jogos.
Em 2022, passou a conviver com lesões e fez só 29 partidas.
Se despediu do Athletico em julho de 2023, após cinco temporadas, onde conquistou seis títulos e fez gol em duas finais. O meia fez 180 partidas pelo Athletico, sendo 88 vitórias, 41 empates e 51 derrotas - 56% de aproveitamento, marcou 16 gols e deu 5 assistências.

### Bahia
Em 28 de julho de 2023, Léo Cittadini foi anunciado como reforço do Bahia. O jogador atuou pelo clube em sete partidas.

### Shanghai Port
Em fevereiro de 2024, o Bahia acertou o empréstimo do jogador ao clube chinês Shanghai Port, por um ano com opção de compra.

## Títulos
Santos
- Campeonato Paulista: 2015 e 2016

Athletico Paranaense
- Campeonato Paranaense: 2019, 2020 e 2023
- Copa do Brasil: 2019
- Copa Suruga Bank: 2019
- Taça Dirceu Krüger: 2019
- Copa Sul-Americana: 2021[19]

Shanghai Port
- Superliga Chinesa: 2024

### Categorias de base
Santos
- Campeonato Paulista Sub-20: 2012

- Copa São Paulo de Futebol Júnior: 2013
- Copa do Brasil Sub-20: 2013